# Xenistius californiensis
Xenistius californiensis är en fiskart som först beskrevs av Franz Steindachner, 1876.  Xenistius californiensis ingår i släktet Xenistius och familjen Haemulidae. IUCN kategoriserar arten globalt som livskraftig. Inga underarter finns listade i Catalogue of Life.